# Eukiefferiella lehmanni
Eukiefferiella lehmanni är en tvåvingeart som beskrevs av Bhattacharyay 1991. Eukiefferiella lehmanni ingår i släktet Eukiefferiella och familjen fjädermyggor.
Artens utbredningsområde är West Bengal (Indien). Inga underarter finns listade i Catalogue of Life.